# Гладкий Микола Васильович

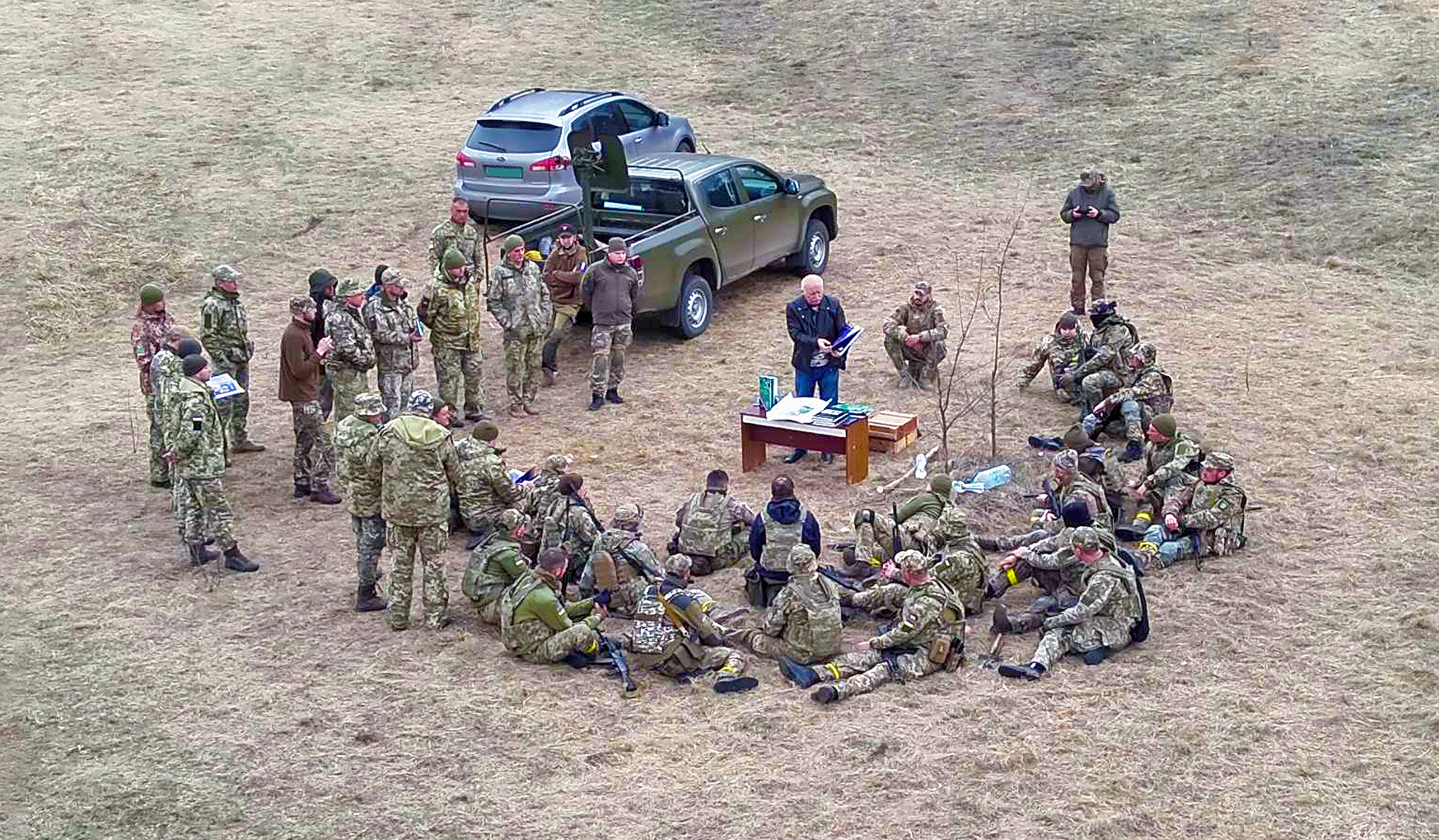
Польовий лекторій Миколи Васильовича Гладкого

Гладкий Микола Васильович (23 березня 1955, с. Ведмеже, Роменський район, Сумська область — 5 липня 2025, Київ, Байкове кладовище ) — доктор філософії, український науковець, історик, громадський діяч та політик, відомий як Хранитель Скіфії. Був членом Національної спілки журналістів України та Національної спілки письменників України.

## Біографія
Гладкий Микола Васильович народився 23 березня 1955 року в селі Ведмеже Роменського (колишнього Талалаївського) району Сумської області. Після школи вступив до технічного училища у Сумах. Трудову діяльність розпочав на ВО «Сумихімпром» апаратником на виробництві соляної кислоти. 1974—1976 служив у армії, після чого працював столяром на заводі «Арсенал» у Києві.
У 1977—1987 роках працював у видавництві «Київська правда». У 1987 році отримав диплом Київського національного університету ім. Шевченка за спеціальністю журналіст. Працював випусковим редактором у виданні «Літературна Україна», друкувався у різних виданнях. 1988 року очолював будівельний кооператив. Двічі обирався депутатом Шевченківської районної ради у Києві, був депутатом м. Обухів Київської області.
Микола Васильвич Гладкий вніс помітний внесок у соціально-економічний розвиток міста Києва, у збагачення національної, культурної та духовної спадщини України. Він займався дослідженнями та популяризацією історії Величної Скіфії. Співпрацював із Національною історичною бібліотекою України, де презентував свої видання та проводив зустрічі з читачами.
Був відомий громадською діяльністю задля збереження історичної спадщини України. Микола Гладкий вів благодійну, гуманітарну та громадянську діяльність в місті Києві. Підтримував АТОвців, рідних загиблих бійців та військовослужбовців ЗСУ. Займався просвітницькою роботою Величної Скіфії на різних майданчиках: у школах, коледжах та вищих навчальних закладах міст і сіл України.
Автор восьми книг про античну історію України «Золоті хвилі Скіфії», «Містерії Скіфів та знахар Еллади», «Скіфські реліквії України», «Спадщина царя Аріанта», «Золотий епос Скіфів», «Золоті обереги Великої Скіфії». Останні видання «Надбання Величної Скіфії» та «Велична Скіфія — Протоукраїна» вийшли з друку 2025 року. Найвищою метою шанованого автора була просвітницька діяльність, спрямована на пробудження національної свідомості українців. Він прагнув, аби ми, як народ, глибше усвідомили свої історичні корені та відстояли право на знання про нашу давню спадщину — Скіфію як праукраїнську цивілізацію.
М.В. Гладкий здобув найвищу академічну наукову ступінь доктора філософії в Університеті Григорія Сковороди в Переяслові за спеціальністю "Освітні, педагогічні науки". Почесний доктор мистецтвознавства Українсько-Американського університету «Конкордія». Лауреат нагороди Ярослава Мудрого. Учасник АТО, відзначений бойовим срібним хрестом батальйону ім. Генерала Кульчицького. Був радником Президента академії наук Вищої школи, членом НСЖУ та НСПУ.

## Бібліографія

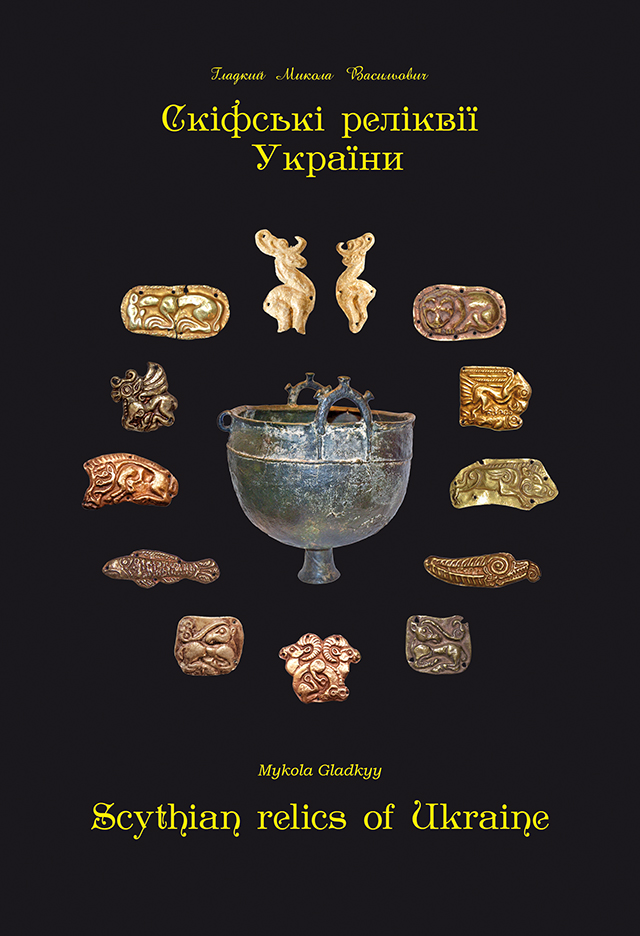
Скіфські реліквії України

### Скіфські реліквії України
ілюстроване науково-популярне видання / Гладкий М. В., 2018. — 320 с. (укр.) (англ.) мовами — ISBN 978-617-7518-63-0 — УДК 903.2(477).
Автор систематизував сотні виробів скіфського періоду історії Української держави за сферами вживання. Велику увагу приділено зібранню скіфських котлів, колекції кінської збруї, предметам побуту, зброї давніх вершників, нашивкам, накладкам та прикрасам виконаним у звіриному стилі. Артефакти мають фото з описами українською та англійською, параметрами, спектральним аналізом та картою України. Зібрання інформаційних матеріалів формувалося впродовж четверті століття, із 1992 року.

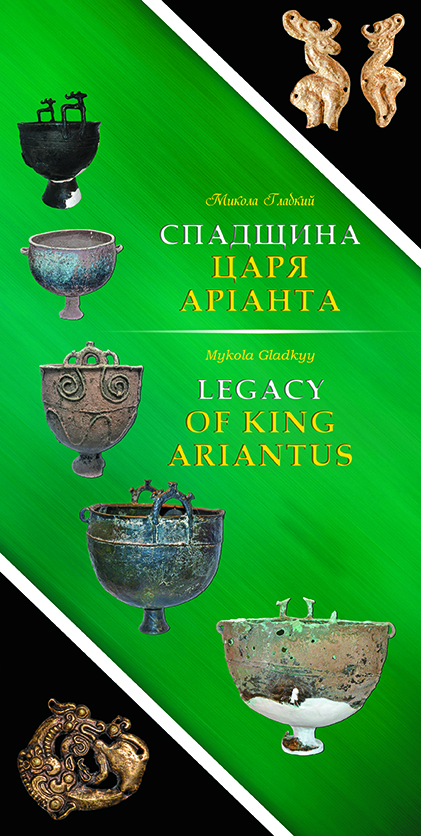
Спадщина царя Аріанта

### Спадщина царя Аріанта
Ілюстроване енциклопедичне видання / Гладкий М. В., 2019. — 224 с. (укр.) (англ.) мовами — ISBN 978-617-7778-49-2 — УДК 903"63"(477.7-17)(031.025.2).
Автор систематизував матеріали, що охоплюють період історії України від часів Сабатинівської культури до епохи сарматів. Артефакти мають фото, описи українською та англійською, порівняльні діаграми, спектральний аналіз.

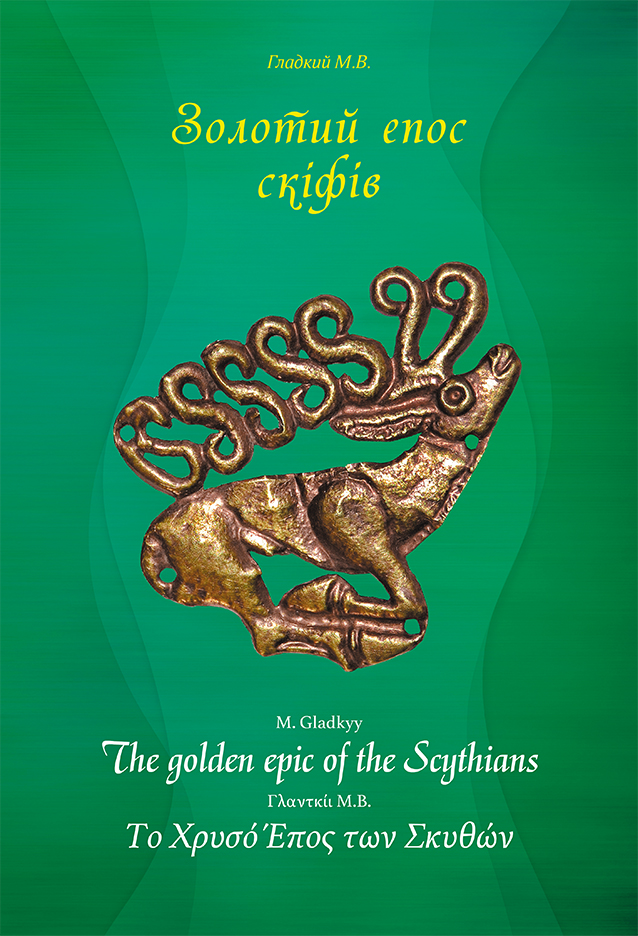
Золотий епос скіфів

### Золотий епос скіфів
Ілюстроване енциклопедичне видання / Гладкий М. В., 2020. — 336 с. (укр.) (англ.) (гр.) мовами — ISBN 978-617-7778-60-7 — УДК 903.2-032.42(477)(031.025.2)=161.2=111=14.

Автор розглянув існування культури скіфів на теренах України 2,5 та більше тисяч років. Автор описує велику кількість раніше невідомих раритетів. Кожна реліквія має описи і фото. У книзі є опрацьовані Катериною Сідіропуло афоризми легендарного скіфа Анахарсіса, одного з семи мудреців древньої Еллади, сучасника Солона.

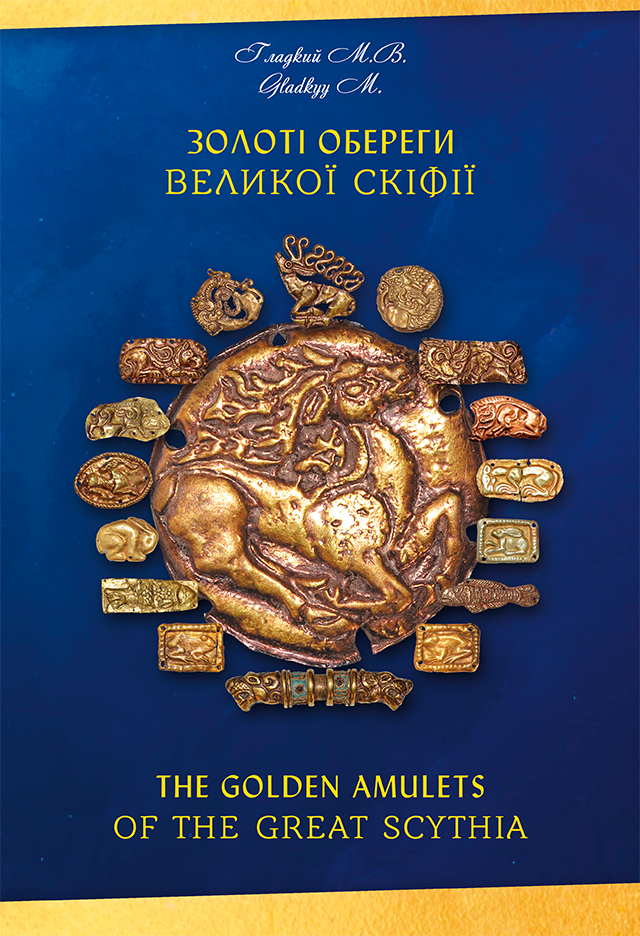
Золоті обереги Величної Скіфії

### Золоті обереги Великої Скіфії
Ілюстроване енциклопедичне видання / Гладкий М. В., 2021. — 336 с. (укр.) (англ.) мовами — ISBN 978-617-8030-01-8 — УДК 903(477)(031.025.2)=161.2=111.

У книзі також представлено опрацьовані Катериною Сідіропуло афоризми легендарного скіфа Анахарсіса, одного із семи мудреців древньої Еллади, сучасника Солона.

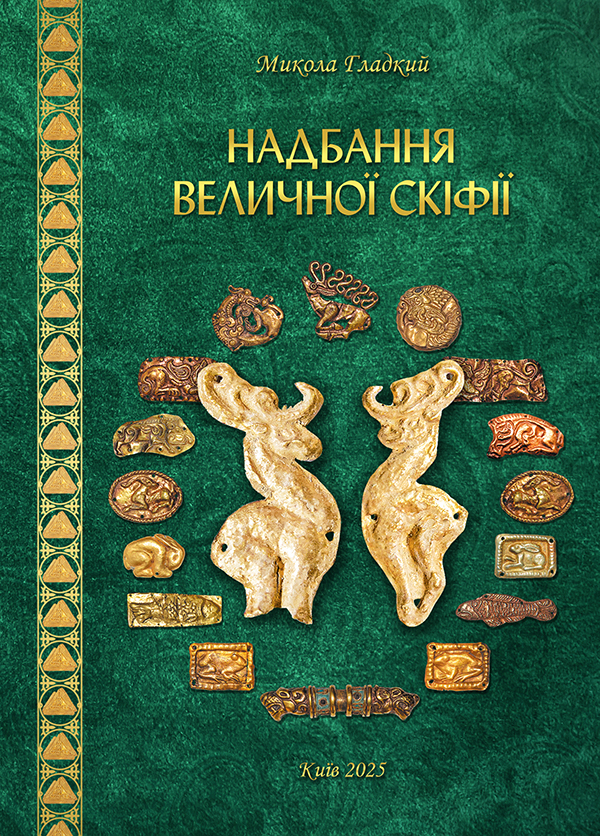
Надбання Величної Скіфії

### Надбання Величної Скіфії
Монографія / Гладкий М. В., 2025. — 212 с. — ISBN 978-617-635-199-3 — УДК 94(477)"…/084"(02).

Збірка узагальнених наукових і науково-популярних відомостей, матеріалів і довідок у контексті Скіфології.

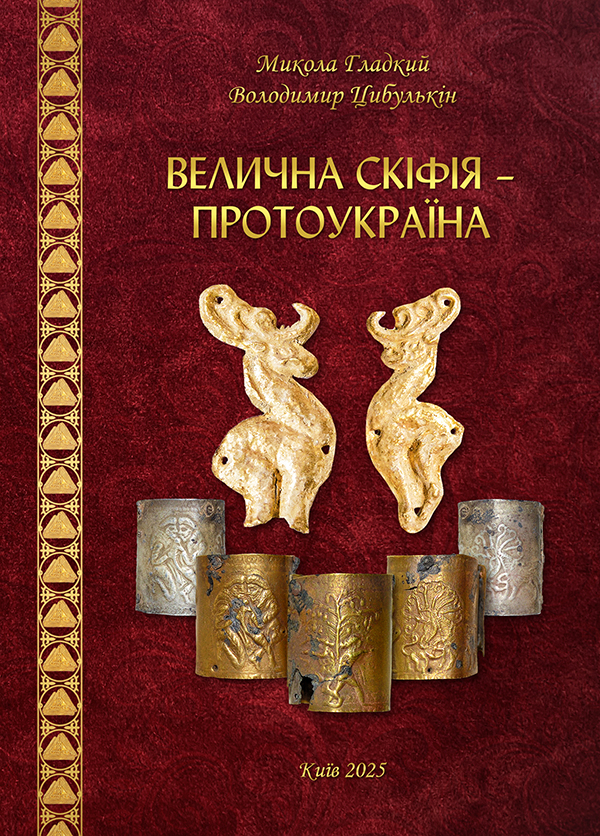
Велична Скіфія — Протоукраїна

### Велична Скіфія— Протоукраїна
Науково-енциклопедичне видання / Гладкий М. В., Цибулькін В. В., 2025. — 432 с. — ISBN 978-617-635-201-3 — УДК 94(477)"…/084"(031.025.2).
Ілюстрована енциклопедія, збірнка відомостей про Скіфологію. Автори мали на меті узагальнити наявну інформацію щодо Величної Скіфії.

## Відомі фрази
- «Слава предків — нащадкам!»
- «Знайте і закарбуйте на віки, щоб далі по роду передати: Велична Скіфія — код успіху і сили — вона є і буде оберегом України!»
- «Полотно часу Величної Скіфії — вишите знаками сили і успіху, непереможної волі!»
- Знаки і символи керують світом, — стверджував Конфуцій.

### Анахарсіс
1. Про відносини у суспільстві:
- «Скіфи живуть краще греків, тому що у них все спільне, немає нічого зайвого, кожен задоволений малим, ніхто нікому не заздрить». Анахарсіс, «До афінян». с. 23 — «Золоті обереги Великої Скіфії» Гладкий М. В.
- «Земля — спільне надбання богів, і в давні часи вона була такою і для людей…». Із листа Анахарсіса до Креза, правителя Лідії. с. 23 — «Золоті обереги Великої Скіфії» Гладкий М. В.
- «Скіфи радіють, коли іншим добре і прагнуть тільки до того, що здається їм розумним. Ненависть, злість і всіляку пристрасть, що викликає незадоволення, вони завжди рішуче відкидають, як такі, що шкодять душі». с. 41 — «Золоті обереги Великої Скіфії» Гладкий М. В.
- «Коли йдеться про цінність людей, не в мові значення, а в їхніх поглядах, а ними відрізняються і грек від грека». с. 41 — «Золоті обереги Великої Скіфії» Гладкий М. В.